# カッポン・マーグロ

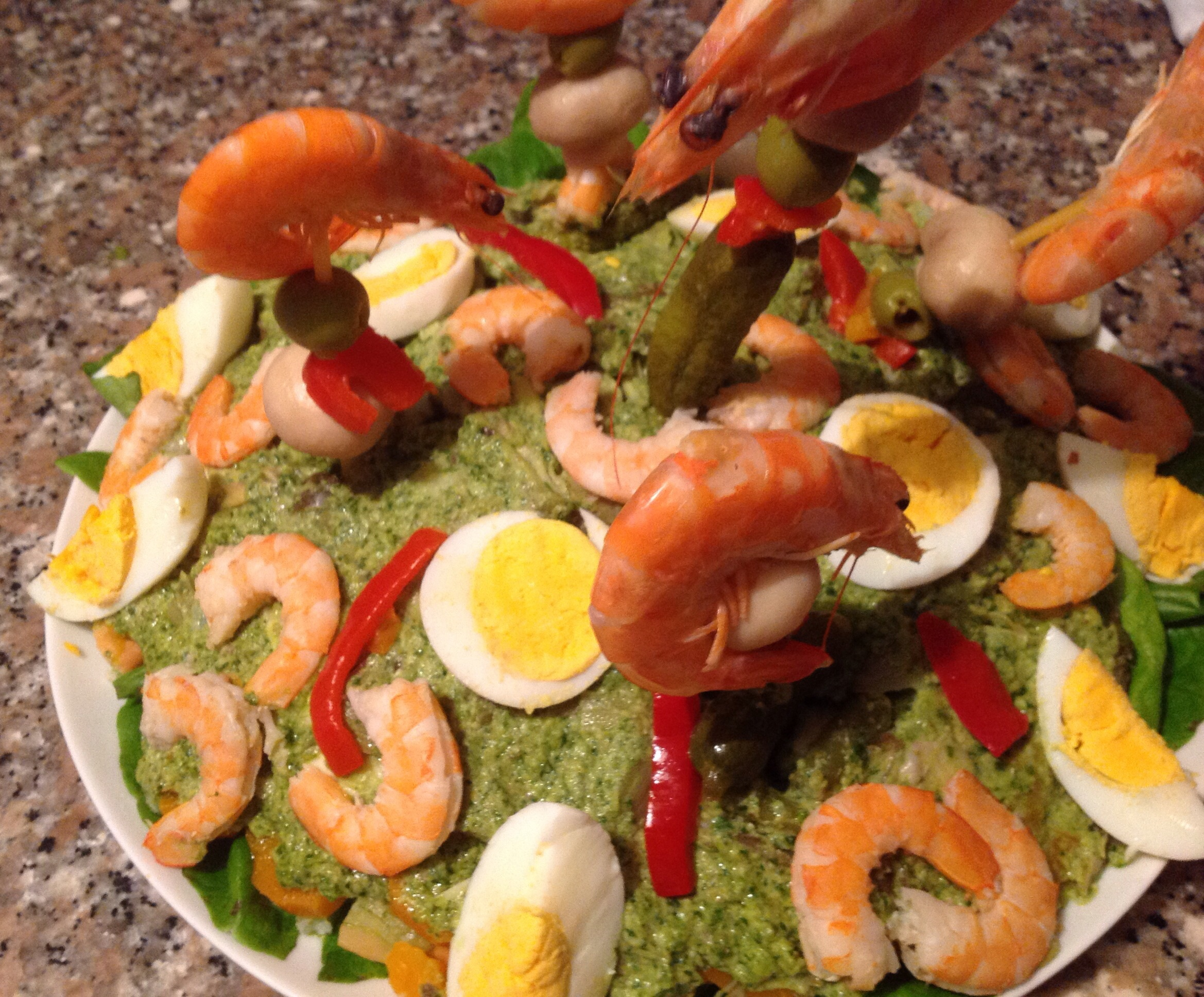
カッポン・マーグロ

カッポン・マーグロ（イタリア語: Cappon magro、カポン・マーグロ（capòn magro）やカッポン・マグロと表記されることもある）は堅パンの上に魚介類と野菜をピラミッド状にのせてドレッシングを添えたイタリア・ジェノヴァのサラダである。
カッポン・マーグロに類似しているが、料理の装いを減らした料理はリグーリア州では「カッポナータ（capponata、リグーリア語ではcappunaddaと表記）」、サルディーニャ島では「カッポナータ（capponata）」、カンパニア州では「カポナータ・エスティーヴァ（caponata estiva）もしくはカポナータ・ディ・ペッシェ（caponata di pesce）」と呼ばれる。この料理は、トマト、キュウリ、ピーマン、レタス、固茹で卵、ボッタルガ、ドライツナを用いたサラダであり、オリーブオイルを用いたドレッシングをかける。
クリスマス・イヴに食べる伝統料理でもある。

## 料理名
カッポン・マーグロは「断食日の鶏（Capon）」を意味する。カッポン・マーグロは肉を使用していないことから、クリスマス・イヴを含む伝統的なカトリックの断食日に最適な料理とされる。カッポンという名前の由来としては、クリスマスに鶏の代わりにこの料理を食べることから、富裕層が鶏の一種であるカポン（Capon）をもじった名称をつけたと考えられている。この料理は堅パンを使用していることも特徴の一つであり、スライスしてニンニクをすり込んだパンをスープやサラダボウルの下に敷く、フランスのchaponと比較されることもある。また、この料理には「カッポーネ」と呼ばれる魚（ホウボウやウミヒゴイに似た魚）の一種を使用する。

## 調理法
カッポン・マーグロを作る際のベースが堅パンの層である。堅パンにはニンニクをすり込んだ後、海水とヴィネガーに漬け込む。この層の上に一層ずつピラミッド型に野菜や魚介類の層を重ねていく。
それぞれの層は野菜と魚介類からなる。この料理必須の材料としては、茹でた白身魚、ロブスター、サヤインゲン、セロリ、人参、ビーツ、ジャガイモがある。この他、専門家は必須の材料としてキクゴボウを挙げている。必須の材料の他にも多くの野菜や魚介類を使用することがある。各々の材料は別々に茹でたり、切ってオリーブオイルやヴィネガーを加えるなどの下処理をする。各層に材料を散りばめた後、サルサ・ヴェルデやマヨネーズをかける。これらはパセリ、ニンニク、ケイパー、アンチョビ、固茹で卵の黄身、グリーンオリーブをオリーブオイルやヴィネガーとともに混ぜあわせて作る。ピラミッド型の一番上には魚卵で飾り付けをしたロブスターをのせる。また、ピラミッド型の側面はグリーンオリーブ、ボッタルガ、ケイパー、アンチョビ、ザリガニ、アーティチョーク、4等分にした固茹で卵で飾り付けをする。

## カポナータ・エスティーヴァ
ナポリで作られるカッポン・マーグロは「カポナータ・エスティーヴァ（Caponata Estiva、夏のカポナータを意味する）」、「カポナータ・ナポリターナ（Caponata Napolitana、ナポリ風カポナータ）」、「カポナータ・ディ・ペッシェ（Caponata di Pesce、魚のカポナータ）」と呼ばれる。この料理はオリーブオイル、塩、ニンニク、オレガノ、バジルで味付けをして柔らかくした円形のラスク（フリセッレもしくはガレット）をベースとして、上のスライスしたトマト、ツナをのせて作る。この他にも、ニシンの燻製、野菜の漬物、オリーブ、ケイパー、アンチョビ、サーディン、固茹で卵、薄切り肉、キュウリ、人参、セロリなどを材料として用いることがある。